# سیاهرگ بالاشکمی بالایی
در کالبدشناسی بدن انسان، سیاهرگ‌های بالاشکمی بالایی (انگلیسی: Superior epigastric veins) دو یا چند سیاهرگ همراه هستند که همراه با سرخرگ بالاشکمی بالایی جریان دارند و در نهایت به سیاهرگ سینه‌ای درونی تخلیه می‌شوند. این سیاهرگ‌ها در تخلیه سطح فوقانی دیافراگم نقش دارند.

## ساختار

### مسیر جریان
سیاهرگ بالاشکمی بالایی از سیاهرگ سینه‌ای درونی منشأ می‌گیرد.: ۱۹۳ 
این سیاهرگ‌ها ابتدا بین لبه جناغی و لبه دنده‌ای دیافراگم عبور می‌کنند، سپس وارد نیام راست شکم می‌شوند.
این سیاهرگ‌ها به سمت پایین جریان می‌یابند، به‌گونه‌ای که در سطحی سطحی‌تر از لایهٔ فیبری خلفی غلاف راست شکم و عمقی‌تر از ماهیچه راست شکم قرار می‌گیرند.: ۲۱۱ 
سیاهرگ‌های بالاشکمی بالایی سیاهرگ همراه سرخرگ بالاشکمی بالایی هستند و مسیر آن را دنبال می‌کنند.

### پخش خون
سیاهرگ‌های بالاشکمی بالایی در تخلیه خون سطح فوقانی دیافراگم مشارکت دارند.

### پایانگاه
سیاهرگ‌های بالاشکمی بالایی در نهایت به سیاهرگ سینه‌ای درونی تخلیه می‌شوند.